# Instituttet for Blinde og Svagsynede
Instituttet for Blinde og Svagsynede (IBOS) er en dansk institution, der er Danmarks nationale videns- og rehabiliteringscenter for unge og voksne med synsnedsættelse. IBOS er specialiserede i at arbejde med mennesker med nedsat syn og blindhed, fordelt på forskellige fagområder. IBOS har en hjælpemiddeludstilling, der giver råd og vejledning om hjælpemidler. IBOS har desuden mange korte kurser til både mennesker med en synsnedsættelse, fagpersoner og pårørende.  

## Organisationen
IBOS er landsdækkende, og alle kommuner i Danmark kan frit bruge IBOS' ydelser vedr. synskompensation på arbejdsmarked og job. Københavns Kommune er IBOS' driftsherre. Der er ca. 130 ansatte med en lang række faglige specialer. IBOS er internt opdelt i tre afdelinger: Administration, Rådgivningen og Bo-og dagtilbud.

## Eksterne links
- Om instituttet på dets hjemmeside Arkiveret 23. december 2014 hos  Wayback Machine

|  | Denne artikel om en bygning eller et bygningsværk kan blive bedre, hvis der indsættes et (bedre) billede. Du kan hjælpe ved at afsøge Wikimedia Commons for et passende billede eller lægge et op på Wikimedia Commons med en af de tilladte licenser og indsætte det i artiklen. |

|  | Denne artikel er mærket geografiske koordinater mangler og der er defineret et hovedkvarter Pt. kan skabelonen, som sættes denne besked, ikke håndtere geografiske koordinater på et hovedkvarter. Men der arbejdes på sagen. Du kan hjælpe ved at indsætte koordinater i wikidata. |